# بينيتو فلورو
بينيتو فلورو سانز (بالإسبانية: Benito Floro Sanz، مواليد 2 يونيو 1952) هو مدرب كرة قدم إسباني، لعب في أبرز الأندية التي دربها هو نادي ريال مدريد من الفترة من 1992 إلى 1994.
و يعتبر بنيتو فلورو من أكثر المدربين ابتكاراً في تاريخ كرة القدم خاصة فيما يخص إستراتيجية الألعاب واستخدام أساليب اللعب الجديدة والدقة في تحليل الخصم وإمكانياته. و قد لمع نجمه ابتداءً في التسعينيات في إسبانيا عندما تمكن من ترقية فريقه المغمور من الدرجة الثالثة إلى الدرجة الثانية ومن الدرجة الثانية إلى الدرجة الأولى في غضون سنتين فقط. وقد كان هذا الإنجاز غير المسبوق منبه سريع لفريق ريال مدريد والذي عينه مدرباً له ليتوج خلال الفترة التي قضاها في ريال مدريد فوزاً بكأس ديل ري (1992-1993) والوصيف في الدوري.
كما انضم بينبتو فلورو لفريق فياريال والذي يعتبر قصة نجاح في إعادة بناء فرق كرة القدم. وقد عاد بينيتو فلورو عام 2005 إلى فريق ريال مدريد ليس كمدرب هذه المرة، ولكن ليكون مدير برنامج كرة القدم في النادي. إلا انه ما لبث وأن غادر في فترة وجيزة بعد مغادرة رئيس النادي في ذلك الوقت.
تعرض فلورو إلى بعض الانتقادات في خلال تاريخه المهني والتي كانت في كثير من الأحوال تتمركز حول قوة شخصيته مع منتعامل معهم والاعتداد بآرائه الفنية. هذا وقد درب بينيتو فلورو خارج إسبانيا في المكسيك والإكوادور واليابان و المغرب مع نادي الوداد الرياضي والآن هو مدربٌ لمنتخب كندا الوطني .

## روابط خارجية
- بينيتو فلورو على موقع الاتحاد الدولي (مؤرشف)  (الإنجليزية)
- بينيتو فلورو على موقع قاعدة بيانات كرة القدم.إي يو (الإنجليزية)
- بينيتو فلورو على موقع Soccerway.com (الإنجليزية)
- بينيتو فلورو على موقع عالم كرة القدم.نت (الإنجليزية)
- بينيتو فلورو على موقع كووورة